# 多萊尼斯凱托普利采市鎮

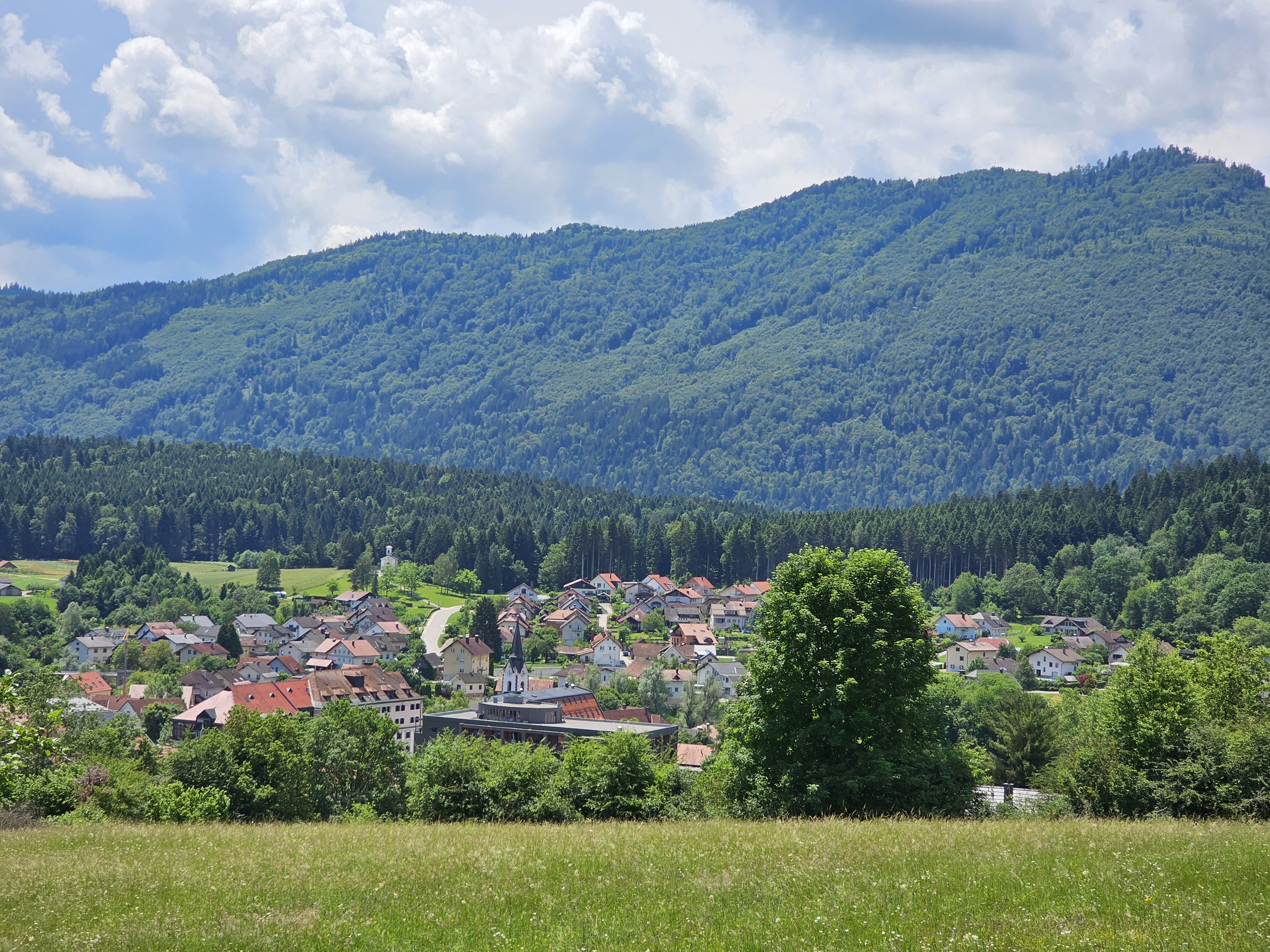
远眺

多萊尼斯凱托普利采市鎮是斯洛文尼亞東南部的市镇，行政中心为多萊尼斯凱托普利采。處於下卡尼奧拉地區。市镇面積为110平方公里，2002年人口数量为3,298人，人口密度每平方公里30人。